# あの夏で待ってる
『あの夏で待ってる』（あのなつでまってる）は、J.C.STAFFによる日本のオリジナルテレビアニメ作品。2012年1月から3月まで放送された。キャッチコピーは「その夏の思い出が、僕達の永遠になる」。略称は「なつまち」または「あの夏」。

## 概要

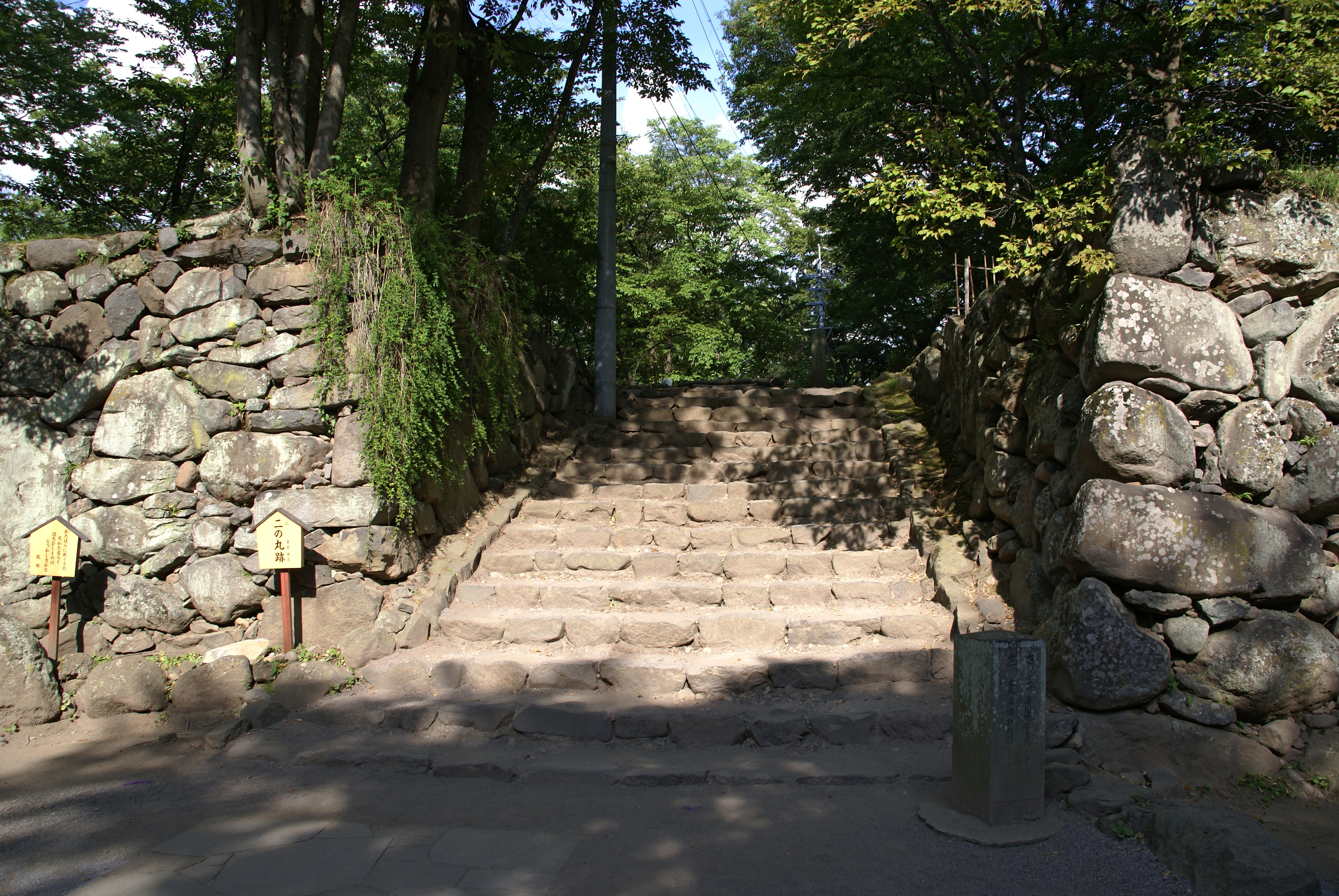
懐古園（小諸市）

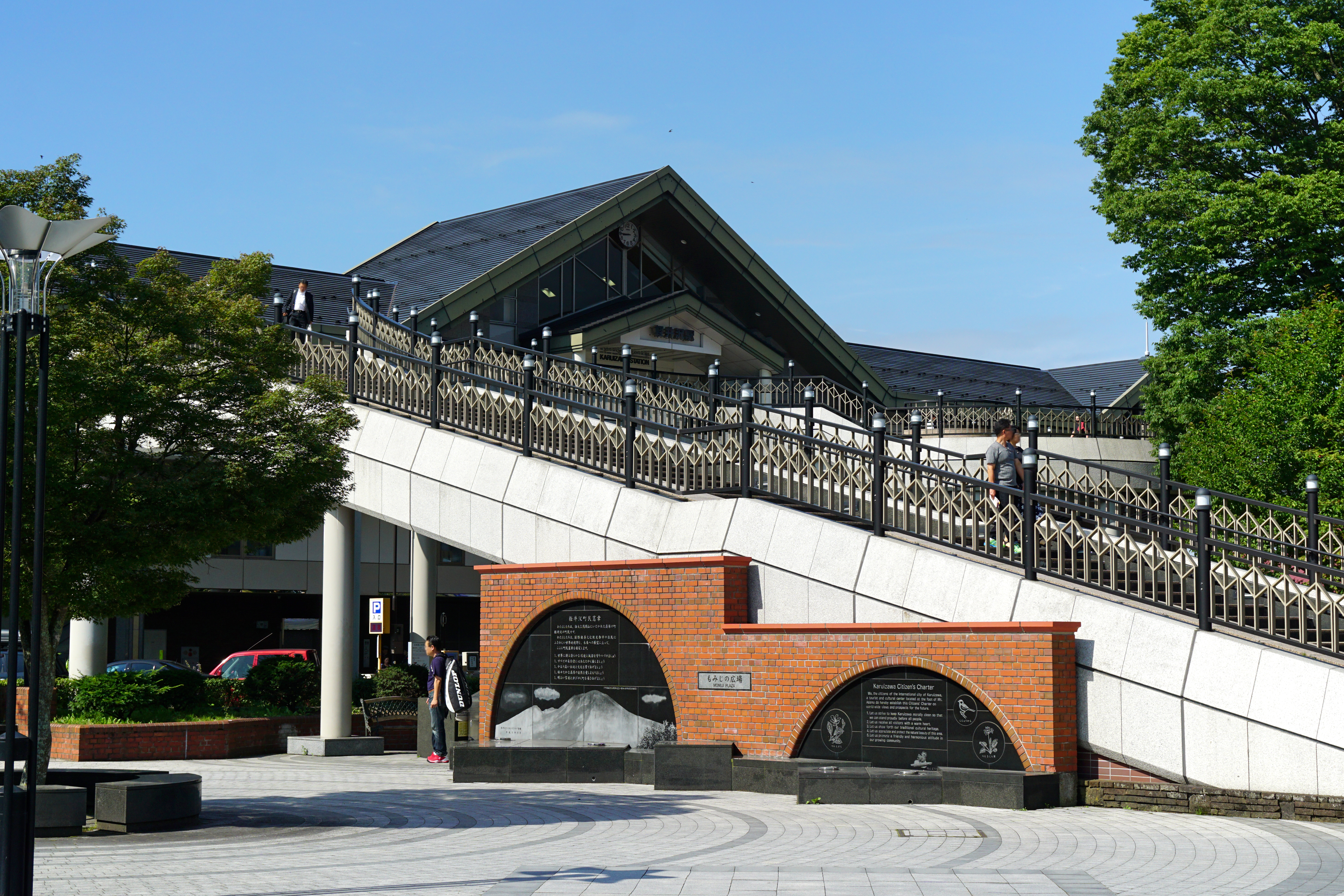
軽井沢駅（軽井沢町）

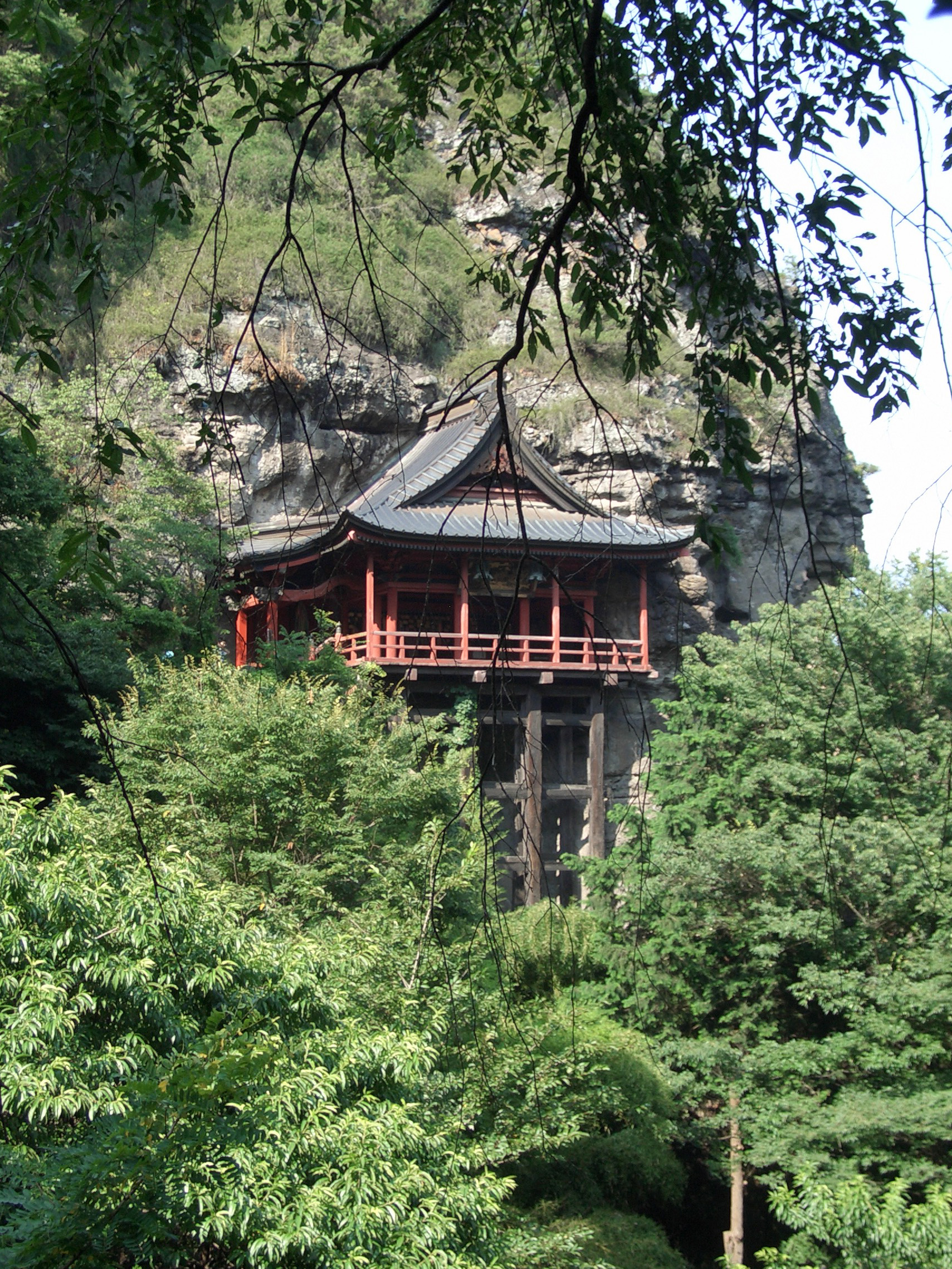
釈尊寺（小諸市）

### 企画経緯
2010年頃、黒田洋介とプロデューサーの小倉充俊との現場での雑談の中でオリジナル作品をやりたいという話が出た際、黒田は当初から“青春モノ”か“ラブコメ”をと考えており、小倉の「黒田さんといえば、やはり羽音たらくさんとのコンビで考えたい」という言葉を受け、羽音の描くキャラクター以外では考えられなくなったという。“青春モノ”と“キャラクターデザインは羽音”という2つを基本にした「雑談から始まった結構いい加減な企画なのかもしれない」と黒田は語っている。
作品のテーマとしてスタンダードな「王道的ラブコメ」を目指すとしており、お伽話がベースになっているとも黒田は語っている。主な登場人物の人数を抑えた分、その1人1人を丁寧に描くようになっている。年長の視聴者へ向けた“ノスタルジック”とともに、恋愛を描くうえでは高校生が一番適していると黒田は考え、メインキャラクターは高校生となっている。

### 舞台
今作同様に黒田洋介と羽音たらくが共にスタッフとして参加した作品には『おねがい☆ティーチャー』とその続編『おねがい☆ツインズ』からなる『おねがい』シリーズがあり（後述）、これらは長野県大町市を舞台としていたが、今作の舞台は同じく長野県の小諸市となっている。舞台が小諸市に設定されたのは、チーフプロデューサーの大澤が同じく長野県の長和町出身であったことや、スタッフに同県佐久市出身の者が存在したことに端を発する。
小諸をPRするため、小諸フィルムコミッションが協力としてクレジットされているほか、小諸市も制作に協力しており、作中には懐古園や相生町商店街、乙女駅周辺、布引山釈尊寺、小諸市文化センター、ほんまち町屋館、西浦ダム、浅間山を望む田園風景、佐久平駅（佐久市）、軽井沢町内など、小諸市および小諸市周辺の風景が度々登場する。ただし、第6話および第7話は旅行先の沖縄県が舞台となった。また、最終話には『おねがい☆ティーチャー』および『おねがい☆ツインズ』にも登場した大町市の海ノ口駅と木崎湖が登場している。
2012年3月1日には、本作の舞台である小諸市において、本作を通じた地域活性化を目指す「なつまちおもてなしプロジェクト」が発足した。同プロジェクトは小諸市観光協会や小諸商工会議所などの十数人のメンバーで構成されており、本作の舞台を案内する地図の製作・配布やグッズの製作・販売を通じて、町を訪れるファンとの交流をはかり、地域の活性化を目指すとしている。2012年3月18日には、同プロジェクトが初めて企画したファンとの意見交換会が開催された。
なお、前述の『おねがい』シリーズ2作品はWOWOWアニメとして放送されたために地上波では本放送されなかったが、今作は独立局を中心に放送のUHFアニメであり、長野県内のTBS系列局である信越放送でも放送された。

## あらすじ
ある夜、霧島海人は趣味の8mmカメラで湖周辺の夜景を撮っていたが、突然光り始めた空に何かの物体を目撃する。次の瞬間、辺りが閃光と衝撃に包まれると同時に海人は吹き飛ばされて重傷を負い、そのまま湖へと落下していく。朦朧とする意識の中、海人は自分の手を掴む女性を目撃する。
翌朝、自室で目を覚ました海人を待っていたのは、普段と変わりないように見える日常だった。姉の七海から彼女がボリビアへ長期出張する旨を聞かされたこと、そして学校の3年生のクラスへ赤い髪の美少女・貴月イチカが転入してきたことを除いて。イチカに何かを感じて戸惑う海人を見かね、友人の石垣哲朗は彼女を自主映画制作に誘う。彼らの古い友達の谷川柑菜と北原美桜、イチカに興味を示す山乃檸檬も仲間に加わる。
帰り道にスーツケースを抱えてさまようイチカと遭遇した海人は、行くアテが無いという彼女を1晩自宅に泊めることにするが、その矢先に彼の身体に異変が生じる。イチカの「介抱」により症状は治まるも、傍目には抱き合っているようにしか見えないその現場を、七海と柑菜に目撃されてしまう。紆余曲折の末、イチカは七海の代わりに霧島家に下宿することになり、仲間達の好奇と疑念の目に囲まれつつも、海人とイチカの同居生活が始まった。
イチカの登場で人間関係に少しずつ変化が生まれる中、夏休みを利用した映画撮影がスタート、当初は手探りながらも撮影は順調に進んでいき平凡ながらもありふれた楽しい夏の思い出となることを皆が感じていた。その撮影の最中、海人は偶然にも佳織と再会、イチカと柑菜をやきもきさせる事態になってしまう。哲朗も千春から猛アタックを受けたことをきっかけに美桜との距離が一気に縮まり海人と柑菜を通した知り合いの関係から大きく変化、それぞれがお互いを男女として意識していくようになる。
そして海人がイチカへの想いをはっきりさせたことで海人、イチカ、柑菜、哲朗、美桜、それぞれが抱いていた恋愛感情が一気にぶつかってしまう。皆がお互いに朧気ながら気づきつつも気づかないふりをしてごまかしてきた恋愛感情がはっきりしてしまったことで皆の心がバラバラになってしまう。撮影自体も危うく中止になりかねない事態へと発展していくが、イチカを探していた捜索隊がついに地球へ到着したことで事態は急展開を迎える。
海人がうっかり捜索隊を撃退してしまったことで宇宙から連合による大規模な捜索隊が到来、イチカが宇宙へ帰還しなければならない状況になってしまう。イチカを迎えに来た貴月エミカとは話し合いの末に理解し合うことができたものの、イチカが地球に残るには地球人と交流に成功したとされているイチカの先祖の痕跡の発見が必要と知らされる。こうして海人達は捜索隊に追われつつ痕跡を探さねばならない状況に追い詰められてしまう。
捜索隊に追われつつも何とかイチカの先祖の痕跡を発見できた海人達は歓喜するも、発見の報告のためイチカは宇宙へ帰還してしまう。イチカが帰還した後、海人達はそれぞれの道を歩みだす。檸檬は転校という形でMIBへ戻り、特別顧問となったりのんと仕事を開始する。哲朗は美桜の想いに応え交際を開始、二人で東京の大学を目指し始める。海人と柑菜も関係が修復し、今まで通り普通に会話できるようになる。そして互いに違う道を歩き出しつつも、イチカがいる間に完成させることができなかった映画のことは皆の心残りとなったまま夏休みが終わろうとしていた。
海人達が卒業した数年後、小諸学園では海人達が完成させた「あの夏で待ってる」が上映され好評となっていた。そのラストシーンはイチカが地球から去った後に海人の元へ帰ってきた七海のボリビア土産の民族衣装を着たイチカとりのんで締められており、イチカが地球を再び訪れ海人達と再会できたことを意味していた。

## 登場人物
霧島 海人（きりしま かいと）
声 - 島﨑信長
【身長：158cm / 体重：49kg / 血液型：O型 / 誕生日：3月29日】
本作品の主人公。眼鏡を着用する。小諸学園に通う高校1年生で、1年B組に所属。両親は亡くなっており、古びた一軒家に姉の七海と二人暮らし。祖父の遺した8mmカメラ（フジカシングル8 P300）での撮影が趣味。妄想癖があり、つい口や行動に出してトラブルになることも。イチカの出現以来、しばしば謎の体調不良を起こしては彼女に治癒されている。同居人となったイチカに惹かれていき、檸檬などの助言に後押しされた後、自らの想いを彼女に告白し恋仲になる。
当初は恋愛に関して奥手なうえに自己評価が大変低く他人からの好意には鈍感、更に極限まで追い詰められないと本気に慣れない部分があり、真奈美や佳織と接触するたびにイチカや柑菜に冷たい目で見られてしまっていた。映画制作では成り行きでイチカの相手役となり、公私共にイチカとの関わりがますます増えていく。やがて柑菜が自分に寄せる好意にようやく気付き、自分の無神経な行動がどれほど彼女を苦しめていたか自覚する。一時は自暴自棄気味になり映画製作の続行さえ危ぶまれるが、現実逃避の末に自分の気持ちを向き合い、傷つくことを恐れて他人との関わりを避ける生き方から卒業する。イチカへの捜索隊の到着も経て精神的に大きく成長、柑菜にも自分なりの返事を出すと決意し哲朗を驚かせるまでに変化した。
最終話では一旦帰還することになるイチカをきちんと見送った。後にイチカが帰還したことで映画製作は無事完了したらしく、海人達が卒業した後も上映され続けていた映画「あの夏で待ってる」のラストシーンは七海のボリビア土産の民族衣装を着たイチカとりのんで締められていた。漫画版のラストシーンでは卒業後の学園祭にイチカと共に来ている。
貴月 イチカ（たかつき イチカ）
声 - 戸松遥
【身長：163cm / 体重：45kg / スリーサイズ：B92・W58・H88 / 血液型：星型 / 誕生日：6月10日】
本作品のヒロインの1人。小諸学園に通う高校3年生で、3年A組に所属。記憶に残る見知らぬ原風景の所在を求め、「遠い場所」から訪れた赤い髪の少女。日本の日常常識に疎く、翻訳機の仕込まれた眼鏡（檸檬曰く、紙の様に軽く、着用しているのを忘れてしまうらしい ）を着用している。知的で穏やかな性格（ただし姉、貴月エミカは「がさつで意固地」と評している）だが生真面目な所もあり、海人に家庭教師を頼まれた際は意外なスパルタ振りを発揮している。また、感動すると目を輝かせ、怒ると眼鏡を光らせ、表情が見えなくなる。
七海の勧めで、霧島家に居候のような形で下宿することになる。その後、同居人となった海人のことを意識していくようになり、檸檬が会話の中で彼の名前を出すたびに動揺したり、彼が他の女性と一緒に居るのを目撃すると嫉妬する様になる。その後、柑菜からの叱責を受けて自分の海人に対する想いに気付く。後に、彼からの告白を受け、恋仲になる。
最終話では一旦帰還することになる。海人達が卒業した後も上映され続けていた映画「あの夏で待ってる」のラストシーンは七海のボリビア土産の民族衣装を着たイチカとりのんで締められている。漫画版のラストシーンでは学園祭に海人と共に来ている。
映画制作ではメインヒロインであり地球を訪れた宇宙人の役を演じる。
谷川 柑菜（たにがわ かんな）
声 - 石原夏織
【身長：152cm / 体重：40kg / スリーサイズ：B73・W54・H75 / 血液型：A型 / 誕生日：7月31日】
海人のクラスメート。奥手な性格。中学の時に転校してきた海人をかなり意識しており、海人とイチカの同居生活に心穏やかでない様子を見せている。イチカ同様、海人が他の女性と接したりすると表情を曇らせる描写がある。哲朗からの密かな想いには気づいておらず、女子からの好意を集めるより一人の女性に絞るよう促すなど鈍感な面もある。美桜が裸族であることはかなり前から知っており、裸族であるが故に引っ込み思案になってしまった美桜を気遣っている。檸檬からはしばしば悪戯の犠牲にされており、海人と共に頻繁に被害に遭っている。
旅行後は海人との関係に溝を感じ自暴自棄になりかけてしまう。イチカに嫉妬しつつも嫌いになることもできず、ようやく想いを告げてきた哲朗の気持ちにも応えられず、これまで海人にはっきりと想いを告げてこなかった自分の意気地の無さを激しく嘆く。哲朗の前で思いっきり泣いた後、気持ちにある程度整理をつけられたことで皆との間に生じた溝の修復を図るが、連合がイチカへの捜索隊を出したことで状況が一変してしまう。後に地球を離れ海人と別れることになってしまうことに負い目を感じ、海人を逸らそうとするイチカに対し涙しながら彼女を叱責し海人への想いを自覚させた。
イチカが一旦帰還した後は哲朗と美桜の交際を支援、哲朗のモテっぷりに嫉妬する美桜のなだめ役となる日々が続いている。
石垣 哲朗（いしがき てつろう）
声 - 荻原秀樹
【身長：177cm / 体重：59kg / 血液型：B型 / 誕生日：1月24日】
海人らのクラスメート。柑菜の幼馴染で海人の親友。旺盛な行動力で仲間を引っ張る先鋒的存在。甘い笑顔で女性を魅了する天性のモテ男。柑菜に片想いしながら、それを隠して海人との仲を応援している。
映画制作ではイチカの相手役に抜擢されるも、本人のアドリブでヒロインに倒されるメン・イン・ブラック兄弟の役回りとなり、海人に相手役を譲る。
沖縄で千春の猛アタックにより危うく貞操の危機に陥るも、美桜がなりふり構わず制止に入ったことで事無きを得る。同時に美桜が 下半身に下着を履き忘れた状態であることを知り、勢いに流される形で美桜から告白される。
旅行後も海人や柑菜との関係を壊さず上手く続けていると感じていたが、真奈美から全く上手くやれていないことを指摘され己の未熟さを痛感させられてしまう。同時にイチカの登場を利用して柑菜が海人に振られることを期待しつつも、その一方でイチカに刺激される形で柑菜と海人が両想いになることも本気で願っていたというどっちつかずの自分の本心をようやく自覚する。
連合がイチカへの捜索隊を出した際は囮を志願、海人とイチカがイチカの行きたい場所へ辿り着くまでの時間を稼ぐ。捜索隊を引きつけている最中に美桜をデートに誘い、曖昧にしてきた美桜への態度へしっかりと向き合うこととなった。最終的には捜索隊に追い詰められてしまうが聡がMIBを率いて駆け付けたことで難無きを得る。
イチカが一旦帰還した後は美桜との交際を開始、周囲には隠しているため相変わらずラブレターを一日に三通もらうほどモテている。海人によれば恋人としてやるべきことは一通りやっているらしいが、美桜からは初々しさをすっとばしたバカップル状態で愛を求められる日々となっている。高校卒業後は東京の大学に行きたいと考えている。
北原 美桜（きたはら みお）
声 - 阿澄佳奈
【身長：157cm / 体重：44kg / スリーサイズ：B88・W59・H86 / 血液型：O型 / 誕生日：9月28日】
海人らのクラスメート。柑菜の親友。清楚かつグラマラスな容姿で男子に注目される美少女だが、とてもシャイな性格のために困惑気味。哲朗に惹かれている一方で、彼の柑菜への想いも察している。裸族であり、自宅では自室で全裸に大きな動物のぬいぐるみを抱えた姿で過ごすことが多く、沖縄旅行の際も全裸で寝るなど宿泊先で相部屋となった柑菜にあきれられている。
沖縄で千春の猛アタックにより哲朗が貞操の危機に陥りかけた際、なりふり構わず制止に入ったことで 下半身に下着を履き忘れた状態であることが発覚する。勢いに流される形で自分の哲朗への想いを告白するも、柑菜に対する哲朗の想いも理解しているが故に明確な回答をお互いに避けてしまう。旅行後、気持ちを切り替えるために髪を切った。海人と柑菜の間に生じた溝が皆との間にも影響していることを察し解決策を模索していたが、その最中に哲朗が柑菜に告白し断られるという場面に遭遇してしまう。自分の想い人である哲朗が他の女性に告白したことへの動揺、そして断られたことへの安堵、更に相手が親友の柑菜であるのに相思相愛であることを願えなかった嫉妬、様々な自分の思いに気付き自己嫌悪に陥ってしまう。
柑菜が皆との間に生じた溝の修復を図った際には積極的に協力したものの、連合がイチカへの捜索隊を出したことで状況が一変してしまう。捜索隊に追い詰められた際は哲朗と共に囮を志願、海人とイチカがイチカの行きたい場所へ辿り着くまでの時間を稼ぐ。捜索隊を引きつけている最中に哲朗からデートに誘われ歓喜する。最終的には捜索隊に追い詰められてしまうが聡がMIBを率いて駆け付けたことで難無きを得る。
イチカが一旦帰還した後も哲朗へとアタックを続けウェルカム状態であることを宣言、思いが実り付き合うことになる。哲朗と付き合い始めた後も清楚かつグラマラスな容姿に変わりはないが、かつてのシャイな性格はほとんど無くなっており非常にアクティブな性格へと変貌している。哲朗のモテっぷりに嫉妬しては彼からの愛を求める幸せな日々を送っており、恋人としてやるべきことは一通り終えていることが海人によって語られている。高校卒業後は哲朗についていくことを決めている。
山乃 檸檬（やまの れもん）
声 - 田村ゆかり
【身長：139cm / 体重：33kg / スリーサイズ：B62・W51・H64 / 血液型：Oh型 / 誕生日：3月12日】
本作品のヒロインの1人。髪型はツインテール。意識的にどこかの美人先輩を基にデザインされたとされる。高校3年生でイチカのクラスメート。他の生徒とは違う制服を着ている。小柄でかわいらしい容姿に反し、策士で腹黒い。「うふふ」が口癖。クラスに転入してきたイチカに興味を持ち、友人となる。レンズ交換式の8mmカメラ（フジカZC1000）を愛用している。目的のためならば手段を選ばず犯罪紛い（霧島家の施錠の強制解除など）のことも平気でこなす。逃げ足が速い。車の免許を所持している。イチカ以上に謎の多い人物。
映画制作では脚本担当だったはずが、いつのまにか主導権を握っている。
「 みんな、異星人（いせいじん）に、ぶっちゃけ会いたい（略称MIB）」という組織に属しており、異星人は赤毛で胸が大きいと言う情報を入手している。
りのん
声 - 日高里菜
イチカがペットとして飼っている謎の生命体。頭の上に何かの草の双葉が生えている。イチカの指示で彼女を瞬間移動させたり海人を治癒する能力を備えているようだが、詳細は不明。「なっ」としか発声しない。イチカのスーツケースの中身はりのんに関係する機械類で占められている。よくイチカや檸檬の頭の上に乗っている。怒ったときのイチカが苦手。
映画制作では檸檬にヒロインの宇宙船の生体コンピュータの役を与えられる。
イチカが一旦帰還した際も地球に残っていたためMIBが保護、特別顧問に就任することとなった。
霧島 七海（きりしま ななみ）
声 - 久川綾
海人の姉。ブラコンで海人を溺愛しており、とても涙脆い。4年前から松本市にあるNPO事務局の職員をしており、物語序盤、ボリビアへ長期出張することとなる。イチカの境遇に（思いこみで）深く同情し、海人との同居生活を勧める。
小倉 真奈美（おぐら まなみ）
声 - 大浦冬華
哲朗の姉。既婚者だがつまらない理由で夫とケンカする毎に帰省しては哲朗や海人に面倒をかけている。
自分が友人達と行くはずだった沖縄旅行が流れたので哲朗達に譲った。
檸檬とは、旧知（高校時代の先輩後輩の仲）であり、檸檬主催の肝試しの手伝いをしたことがある。
樹下 佳織（きのした かおり）
声 - 茅野愛衣
沖縄で偶然再会した海人の小学校時代の友人。海人を「海（うみ）ちゃん」と呼ぶ。海人に接触したりするたびにイチカや柑菜に嫉妬されている。
沖縄に傷心旅行に来ていたが、その理由は彼氏に振られたため。困ったことがあると指をくわえる癖がある。
有沢 千春（ありさわ ちはる）
声 - 井口裕香
佳織の友人。哲朗に一目惚れして積極的なアタックをかける。かなり身体能力が高く、筋力、スタミナは哲朗をも上回る。
貴月 エミカ（たかつき エミカ）
声 - 堀江由衣
イチカの姉。イチカを連れ戻しに来るが、海人との仲を知って彼らの地球残留策に協力する。
小倉 聡（おぐら さとし）
声 - 川田紳司
真奈美の夫。最終話でMIBの一員であることが明らかになる。イチカが皆と共に地球で生活し続ける方法を模索し続けた海人達の決意を知り、哲朗と美桜の危機を救った。
謎の声
声 - 井上喜久子
イチカが地球にやってくる理由になった人物と思われるイチカの先祖。
どこかの美人教師を彷彿とさせる声をしており大木の中に記憶が入っている。正体などは不明。

## スタッフ
黒田洋介と羽音たらくが同じ作品の制作に携わるのは、2002年放送の『おねがい☆ティーチャー』や2003年放送の『おねがい☆ツインズ』以来となる。また、黒田と田中将賀は2010年放送の『学園黙示録 HIGHSCHOOL OF THE DEAD』（『HOTD』）でも共に制作に携わっており、製作委員会にジェネオン・ユニバーサル・エンターテイメントとショウゲートが参加しているのも同様である。第4話では劇中上映中の映画として『HOTD』が登場したうえにそのワンシーンも流され、エンディングにはその製作委員会である「H.O.T.D.製作委員会」が「協力」としてクレジットされた。
- 原作 - I*Chi*Ka[15]
- 監督 - 長井龍雪[15]
- 脚本 - 黒田洋介[15]
- キャラクター原案 - 羽音たらく[15]
- キャラクターデザイン - 田中将賀[15]
- メカデザイン - 海老川兼武[15]
- プロップデザイン - 矢向宏志
- 美術監督 - 川本亜夕[15]
- 美術設定 - 須江信人
- 色彩設計 - 村永麻耶
- 撮影監督 - 大河内喜夫
- 編集 - 西山茂
- 音響監督 - 明田川仁
- 音楽 - I've sound/井内舞子[15]
- 音楽プロデューサー - 西村潤
- チーフプロデューサー - 大澤信博
- プロデューサー - 小倉充俊、川上竜太郎、松倉友二
- プロデュース - GENCO
- アニメーション制作 - J.C.STAFF
- 製作 - なつまち製作委員会（ジェネオン・ユニバーサル・エンターテイメント、ショウゲート、AT-X、ブシロード、GENCO、J.C.STAFF）

## 主題歌
テレビアニメ
オープニングテーマ「sign」
作詞 - KOTOKO / 作曲 - 折戸伸治 / 編曲 - 高瀬一矢 / 歌 - Ray
第12話ではOP曲が無いため未使用。
エンディングテーマ「ビードロ模様」
作詞・歌 - やなぎなぎ / 作曲 - 中沢伴行 / 編曲 - 中沢伴行、尾崎武士
イメージソング「告白」
作詞 - KOTOKO / 作曲 - 折戸伸治 / 編曲 - 高瀬一矢 / 歌 - Ray

## エピソードリスト
| 話数 | サブタイトル                                            | 絵コンテ          | 演出                  | 作画監督                                             | 総作画監督          | 放送日        |
| 第1話 | 困ります、先輩。                                        | 長井龍雪          | 長井龍雪              | 木本茂樹                                             | 田中将賀            | 2012年1月10日 |
| --- | ------------------------------------------------------- | ----------------- | --------------------- | ---------------------------------------------------- | ------------------- | ------------- |
| 高校1年生の霧島海人は、ビデオカメラのテスト中に、鮮やかな青い光を目にし、衝撃で足元から手すりの向こうまで吹き飛ばされてしまう。血まみれになって倒れていた自分の手を掴んだ手を見て、翌日、布団の中で目を覚ます。彼の通う学校では、3年生のクラスに転校生の貴月イチカがやってくる。クラスメイトの哲朗が、海人と一緒に企画している映画に参加しないかと、イチカとクラスメイトの山乃檸檬に声をかけてきたことから、なぜか二人は顔見知りになっていた。彼女はすんなりと承諾し、檸檬は脚本を担当する。海人の同級生の谷川柑菜と北原美桜も後から参加してきた。授業が終わってカメラのテストに行った海人は、川で釣りをしているイチカを見つける。姉が3ヶ月間留守にすることを知った海人は、行き場がないことを知り、知らず知らずのうちにイチカを家に泊めてあげようと誘う。家に戻り、イチカがお風呂に入っていると、海人は首に痛みを感じ、前夜の出来事がフラッシュバックしてくる。虫に刺された部分には新陳代謝が活発になっている兆候があり、海人は意識を失った。そしてイチカは自身のペットであるりのんを呼び、海人にキスをして治療に当たる。丁度その時、柑菜と海人の姉である七海が到着したところだった。 |                                                         |                   |                       |                                                      |                     |               |
| 第2話 | 先輩といっしょ…                                         | 二瓶勇一          | 高島大輔              | 冷水由紀絵                                           | 田中将賀            | 2012年1月17日 |
| このエピソードでは、イチカが宇宙人であることが明かされ、自分の空想の中で見ていたある風景を探すために旅をしていることが明らかになる。イチカは宇宙船に乗っていたが、それがスペースデブリにぶつかり、地球に不時着したのだった。一方、七海は、海人が光の球体の中で裸の女の子に抱かれている夢を見たと言って目を覚ます。七海はイチカと親しくなり、緊張のあまり自分が宇宙人であることを明かしそうになるが、なんとか留学生であると話して説得をする。その話を聞いた七海は、しばらく留守にすることと、海人の面倒を見てくれる人を探していたので、同居させてあげることにした。それを聞いた柑菜は驚き、何かの結婚の話かと思い憤慨していた。翌日、七海を見送りイチカの服を買いに行く。家に変えると、海人は家の中に檸檬、哲朗、美桜、柑菜が来ていて、映画の企画の話をしていた。檸檬が柑菜に悪い影響を与えるお酒を飲ませた後、海人はまたもや同じ症状で失神しかけるが、イチカはキスをして対処をした。海人はイチカ告白しようとするとするが、言葉を出す前にイチカに止められる。 |                                                         |                   |                       |                                                      |                     |               |
| 第3話 | 先輩が言っちゃう…                                       | 鈴木健太郎        | 鈴木健太郎            | 矢向宏志                                             | 冷水由紀絵 田中将賀 | 2012年1月24日 |
| 海人は、イチカに告白しようとして失敗したことに悔しさを感じているようで、「しばらく放っておいてくれ」と学校をサボることにした。心配した柑菜は海人の家に遊びに行き、2人は軽井沢でデートをすることになった。2人の姿を遠くから見ていたイチカは、2人の後をつけていく。檸檬が2人の「デート」を撮影していたことを知った柑菜は、海人と別れなければならなかった。そして偶然にもイチカは海人とすれ違う。話がしたいというイチカに対して不安を感じた海人は、彼女から逃げ出し、イチカは海人を追いかけることになる。この騒動は海人がイチカの秘密を知りたいのに対して、イチカは誰が海人を振ったのかを知りたいという誤解によるものだった。後に海人はいたずらっぽくイチカを撮影していたが、そのやり取りの中で実質的に海人はイチカに告白をしてしまう。イチカは困惑し、海人はカメラを下に向ける。 |                                                         |                   |                       |                                                      |                     |               |
| 第4話 | 先輩はすごかった。                                      | 山下祐            | 桜美かつし            | 伊藤依織子、落合瞳 大舘康二                          | 田中将賀            | 2012年1月31日 |
| 翌日に2人は気まずいことになっていたが、お互いにそれを忘れようとする。哲朗の結婚した妹の真奈美が海人を買い物に連れて行くと、さらに複雑な事態が発生する。それを見たイチカは、りのんの助けを借りてテレポートを行って2人の後を追い、真奈美のアパートにまで辿り着く。この先どうなるのかと心配したイチカは、真奈美と少し衝突しながらも、海人を家に連れて帰ろうとする。そこへ哲朗がやってきて、真奈美はもう結婚していて、夫との些細な喧嘩でここに来たのだとイチカに伝え、事態は収束する。イチカは謝罪の気持ちを込めて、海人に何かできることはないかと聞く。海人は「期末テストの復習を手伝ってくれないか」と頼み、イチカは了承して最終日まで勉強を手伝うことにした。 |                                                         |                   |                       |                                                      |                     |               |
| 第5話 | 先輩はヒロイン。                                        | 二瓶勇一          | 鈴木薫                | 山下祐、中野涼子                                     | 冷水由紀絵 田中将賀 | 2012年2月7日  |
| 夏休み前に企画していた自主映画のヒロインになったイチカ。海人はイチカがヒロインになることに賛成し、イチカが探している場所を見つけるのを手伝う。海人とイチカのシーンでは、特に映画のセリフがどこかリアルさを欠いたものになってしまい、柑菜は不安になってしまう。その日の夜、海人もイチカの質問に驚いていた。翌日は雨で撮影が中止になったため、柑菜は海人の家に野沢菜を持っていく。また、不安そうに帰宅する柑菜に会った哲朗は、海人の部屋に忍び込む。哲朗は、幼なじみの柑菜が海人に恋をしていることを告げる。イチカはその会話を偶然聞いてしまった。 |                                                         |                   |                       |                                                      |                     |               |
| 第6話 | 先輩にライバル。                                        | 池畠博史          | 高島大輔              | 木本茂樹                                             | 田中将賀            | 2012年2月14日 |
| 哲朗があの夜に海人に話したことにイチカは思いを巡らせている。そして、哲朗の姉のおかげで映画の撮影は沖縄へと進出し、海人はかつての幼馴染である佳織と出会う。そして、佳織が海人のことを婚約者だと言い出すと柑菜とイチカは不安に陥る。加えて、美桜は、佳織の連れの千春が哲朗を狙っていることに不安を覚える。 |                                                         |                   |                       |                                                      |                     |               |
| 第7話 | 先輩の気持ち。                                          | 鈴木健太郎        | 鈴木健太郎            | 矢向宏志、冨岡寛 新垣一成                            | 冷水由紀絵 田中将賀 | 2012年2月21日 |
| 佳織と海人の真相に迫り、心配していたイチカは不安を解消し、美桜は哲朗を積極的な千春から守ろうとするが、ある秘密を暴かれてしまう。翌日、撮影を終えた佳織と千春は、撮影終了後すぐに空港に向かう。 |                                                         |                   |                       |                                                      |                     |               |
| 第8話 | 先輩がPINCH,                                            | 桜美かつし        | 桜美かつし            | 木本茂樹、岩崎将大 伊藤良太、大舘康二                | 田中将賀            | 2012年2月28日 |
| イチカが初めての日本のお祭りを楽しんだ後、どこからともなく現れた檸檬によって、一行は暗い神社で肝試しをすることになる。その最中、イチカの前に現れたりのんは、緊急ビーコンが作動したことを告げる。確かに宇宙連邦の救命艇（救助用ドローン）が助けに来るが（力ずくで連れて行く）、イチカは「まだやることがたくさんある」と救助を断る。そして再び、イチカの悲鳴を聞いた海人は一緒にいた柑菜を置いて、イチカのいる場所へと駆けつける。イチカの機械であるりのんの助けを借りても、海人は「愛する人」を助けて死んでしまう。しかし、イチカは海人の死をなんとかすることに成功する。目を覚ました海人は、光の球体の中でイチカと一緒にいる自分を見て、不思議なことに同じ場所に戻っていく。2人に皆が追いつくと、皆は海人の前で謝り続けるイチカの姿を目の当たりにする。 |                                                         |                   |                       |                                                      |                     |               |
| 第9話 | せんぱい                                                | 櫻井親良          | 櫻井親良              | 山下祐、斉藤美香 石川健介、矢向宏志 冨岡寛           | 冷水由紀絵 田中将賀 | 2012年3月6日  |
| 救助用ドローンの事件後、イチカは海人たちに正体を明かし、「記憶の中のあの場所を探している」という地球に来た目的を話す。海人はその事実を知っていたので驚くことなかった。しかし、連邦の救助用ドローンによる荒っぽい「救出作戦」では、別の人間が調査に来ると信じていたイチカは、自身の地球での日々が終わるのではないかと不安になり、しばらく海人を見捨て海人への想いを封印してしまう。これに苛立った柑菜は、「あの場所を探している」というのは、海人を避けるための口実に過ぎないとイチカに告げる。柑菜は海人に想いを寄せていることを告白し、イチカと対峙した後にその場を離れた。海人は、後に檸檬に励まされながらイチカに告白し、イチカに海人が初めてのキスだと言うと、イチカは海人に5回目のキスをしたことで、すでに4回もキスをしていることを明かしていた。 |                                                         |                   |                       |                                                      |                     |               |
| 第10話 | 先輩と僕らの。                                          | 二瓶勇一          | 高島大輔              | 木本茂樹、伊藤依織子 大館康二、新垣一成 るたろー     | 田中将賀            | 2012年3月12日 |
| イチカは柑菜のおかげで海人と仲良く過ごしているうちに、哲朗の訪問を受けて落ち込んでいた柑菜は、風邪をひいていることを皆に告げて部屋に閉じこもってしまう。哲朗は途中で美桜と出会い、柑菜に渡すはずだったケーキを分け合う。そこで美桜は、イチカを映画に誘った理由を聞き出す。怒った哲朗は近くにあった木製の手すりを蹴って怪我をする。翌日、哲朗は柑菜を子供の頃の遊び場に呼んで告白をするが、柑菜は断った。哲朗はひざまずいて倒れ、そこに美桜が後ろからこっそりと泣いていいよと抱きついてくる。柑菜は告白のために海人の家に行ったが、海人はイチカが好きであることを言い、柑菜は断られた。映画の撮影は続くが、ある日、イチカの姉であるエミカが現れる。 |                                                         |                   |                       |                                                      |                     |               |
| 第11話 | 行かないで、先輩。                                      | 佐藤卓哉          | 鈴木健太郎 桜美かつし | 矢向宏志、伊藤良太 新垣一成、冨岡寛                  | 冷水由紀絵          | 2012年3月19日 |
| エミカは、連邦法で生命体との接触が禁止されている星にいるイチカを救出するため、事態が悪化する前にこの星を離れることが唯一の解決策だという。イチカはしぶしぶ同意するが、柑菜たちが止めに入ったことで心変わりする。エミカからある情報を聞きつけた檸檬は、宇宙人と人間が以前に接触した可能性の高い場所を証明するために、イチカが想像で見た地球上の場所が見つかれば、イチカはここにいても大丈夫であることを告げる。一行がその場所を見つけると、宇宙から捜索隊が到着し、追跡を開始する。りのんのテレポート機能が使えなくなったため、檸檬はエミカの協力を得て特別に用意された車のバンを使って現場に向かい、哲朗、美桜、柑菜は追跡する捜索隊のおとりとなる。しかし、現場から数キロ離れたところで、バンは救助船から送られてきたステルスドローンと衝突し、横転してしまう。 |                                                         |                   |                       |                                                      |                     |               |
| 第12話 | あの夏で待ってる。                                      | 長井龍雪 二瓶勇一 | 長井龍雪 錦織敦史     | 木本茂樹、櫻井親良（メカ） 山下祐、石川健介 田中将賀 | 田中将賀            | 2012年3月26日 |
| 哲朗、美桜、柑菜、檸檬（とバンを改造したロボットと黒の男たちのサポート）、そしてりのん（エミカから提供された武器）が総出で対処した。イチカから手に入れたナノマシンのおかげで海人にも見えてきた目的の場所を見るが、探していた証拠である「その場所に不時着した宇宙人が木に彫った愛の傘」は消えてしまい、連邦の回収班がイチカを連れて行くことになった。しかし、そのような出会いの結果、宇宙人がその地に降り立った遠い昔の記憶が解き放たれ、関係者の記憶の一部となっていく。新学期を迎え、ボリビア旅行から帰ってきた海人の姉である七海がイチカにプレゼントを持って帰ってきたが、海人はイチカの留学が終わり、彼女が帰国したことを告げる。檸檬はMIBに戻る前に、自分たちが作った映画の不完全版を海人たちに託す。数年後、海人、美桜、哲朗、柑菜は卒業したが、未完成の映画を完成させることはできなかった。そして後に、学園祭での再上映では、七海から貰った民族衣装を着るイチカが出演していた。 |                                                         |                   |                       |                                                      |                     |               |
| 特別編 | 僕達は高校最後の夏を過ごしながら、 あの夏を待っている。 | 長井龍雪          | 高島大輔              | 佐藤麻里那                                           | 田中将賀            | 2014年8月29日 |
| 哲朗は海人の家でフィルムのリールを見つける。皆が撮影に慣れるために試して撮影したことを海人は覚えていた。海人は、撮影されていることに自意識過剰になっているイチカの姿を見ていた。檸檬は、イチカの奔放な振る舞いから得た脚本のインスピレーションを得るために、彼女に酒を飲ませる。イチカが酔いつぶれて寝てしまうと、檸檬は柑菜と美桜にお酒を注ぎ、より奔放な撮影をすることに成功する。テストリールが終わると、柑菜、美桜、哲朗が花火と線香花火を持ち海人の家に現れる。そして皆は昔のことを思い出す。 |                                                         |                   |                       |                                                      |                     |               |

## 放送局
| 放送地域 | 放送局       | 放送期間                                        | 放送時間                                        | 放送系列       | 備考                            |
| -------- | ------------ | ----------------------------------------------- | ----------------------------------------------- | -------------- | ------------------------------- |
| 愛知県   | テレビ愛知   | 2012年1月10日 - 3月27日                         | 火曜 1:30 - 2:00（月曜深夜）                    | テレビ東京系列 |                                 |
| 京都府   | KBS京都      | 2012年1月10日 - 3月27日                         | 火曜 1:30 - 2:00（月曜深夜）                    | 独立局         |                                 |
| 日本全域 | AT-X         | 2012年1月10日 - 3月27日 2017年9月12日（特別編） | 火曜 10:00 - 10:30 火曜 23:00 - 23:30（特別編） | CS放送         | 製作委員会参加 リピート放送あり |
| 東京都   | TOKYO MX     | 2012年1月11日 - 3月28日                         | 水曜 2:00 - 2:30（火曜深夜）                    | 独立局         |                                 |
| 日本全域 | BS11         | 2012年1月12日 - 3月29日                         | 木曜 0:30 - 1:00（水曜深夜）                    | BS放送         | ANIME+枠                        |
| 兵庫県   | サンテレビ   | 2012年1月12日 - 3月29日                         | 木曜 0:35 - 1:05（水曜深夜）                    | 独立局         |                                 |
| 千葉県   | チバテレビ   | 2012年1月12日 - 3月29日                         | 木曜 1:30 - 2:00（水曜深夜）                    | 独立局         |                                 |
| 埼玉県   | テレ玉       | 2012年1月13日 - 3月30日                         | 金曜 1:05 - 1:35（木曜深夜）                    | 独立局         |                                 |
| 神奈川県 | tvk          | 2012年1月13日 - 3月30日                         | 金曜 1:15 - 1:45（木曜深夜）                    | 独立局         |                                 |
| 長野県   | 信越放送     | 2012年1月15日 - 4月1日                          | 日曜 1:45 - 2:15（土曜深夜）                    | TBS系列        | 作品の舞台地                    |
| 栃木県   | とちぎテレビ | 2012年9月20日 - 12月6日                         | 木曜 23:30 - 金曜 0:00                          | 独立局         |                                 |
| 群馬県   | 群馬テレビ   | 2013年7月18日 - 10月3日                         | 木曜 0:30 - 1:00（水曜深夜）                    | 独立局         |                                 |

| 放送地域 | 放送局             | 放送期間                | 放送日時                   | 放送系列   | 備考 |
| -------- | ------------------ | ----------------------- | -------------------------- | ---------- | ---- |
| 日本全域 | バンダイチャンネル | 2012年1月15日 - 4月1日  | 日曜 12:00 更新            | ネット配信 |      |
| 日本全域 | ShowTime           | 2012年1月23日 - 4月9日  | 月曜 12:00 更新            | ネット配信 |      |
| 日本全域 | GYAO!              | 2012年1月26日 - 4月12日 | 木曜 0:00 更新（水曜深夜） | ネット配信 |      |

## BD / DVD
| 巻数  | 発売日         | 収録話          | 規格品番  | 規格品番  | 規格品番  | 規格品番  |
| 巻数  | 発売日         | 収録話          | BD限定版  | BD通常版  | DVD限定版 | DVD通常版 |
| ----- | -------------- | --------------- | --------- | --------- | --------- | --------- |
| 第1巻 | 2012年3月23日  | 第1話 - 第2話   | GNXA-1451 | GNXA-1461 | -         | GNBA-2001 |
| 第2巻 | 2012年4月27日  | 第3話 - 第4話   | GNXA-1452 | GNXA-1462 | -         | GNBA-2002 |
| 第3巻 | 2012年5月25日  | 第5話 - 第6話   | GNXA-1453 | GNXA-1463 | -         | GNBA-2003 |
| 第4巻 | 2012年6月22日  | 第7話 - 第8話   | GNXA-1454 | GNXA-1464 | -         | GNBA-2004 |
| 第5巻 | 2012年7月27日  | 第9話 - 第10話  | GNXA-1455 | GNXA-1465 | -         | GNBA-2005 |
| 第6巻 | 2012年8月24日  | 第11話 - 第12話 | GNXA-1456 | GNXA-1466 | -         | GNBA-2006 |
| BOX   | 2014年8月29日  | 全12話 + 特別編 | GNXA-1460 | -         | -         | -         |
| OVA   | 2014年11月27日 | 特別編          | GNXA-1480 | -         | GNBA-2010 | -         |

## 特別編
2014年8月29日に発売されたBlu-ray BOXに収録された特別編（OVA）。特別編単体では同年11月27日に発売。

### あらすじ（特別編）
「あの夏」から2年後の夏休み。海人らは高校3年生になり、それぞれの道を歩もうとしていた。そんな中、海人の家に遊びに来た哲朗は、1本の8mmフィルムを見つける。それは2年前の夏休み、映画を撮る前に試し撮りしたフィルムであった。

### 主題歌（特別編）
オープニングテーマ「季節のシャッター」
作詞 - KOTOKO / 作曲 - 折戸伸治 / 編曲 - 高瀬一矢 / 歌 - Ray
エンディングテーマ「point at infinity」
作詞・歌 - やなぎなぎ / 作曲・編曲 - 中沢伴行

## メディアミックス

### 漫画
『月刊コミック電撃大王』（アスキー・メディアワークス）2012年3月号から2013年2月号まで連載された。作画は毒田ペパ子。アニメ本編準拠でコミカライズされている。
- 毒田ペパ子（作画）・I*Chi*Ka（原作） 『あの夏で待ってる』 アスキー・メディアワークス〈電撃コミックス〉、全3巻
  1. 2012年3月27日初版発行（同日発売[20]）、ISBN 978-4-0488-6490-9
  2. 2012年8月27日初版発行（同日発売[21]）、ISBN 978-4-0488-6933-1
  3. 2013年2月27日初版発行（同日発売[22]）、ISBN 978-4-0489-1457-4

### 小説
本作の脚本を担当する黒田やキャラクター原案を担当する羽音が所属するスタジオオルフェの新人ライター、豊川一夏が執筆している。
- 豊川一夏（著）・羽音たらく（イラスト）・I*Chi*Ka（原作）・黒田洋介（構成・監修） 『あの夏で待ってる』 メディアファクトリー〈MF文庫J〉、全2巻
  1. 2012年3月31日初版発行（3月23日発売[23]）、ISBN 978-4-8401-4523-7
  2. 2012年7月31日初版発行（7月25日発売[24]）、ISBN 978-4-8401-4641-8

### 画集
『The Art of あの夏で待ってる』
美術背景制作を担当した株式会社草薙による、背景画集。光村推古書院より刊行。各背景カットのほか、概略MAPや主人公の家など建物の設定集も収録されている。
- 2012年7月30日初版発行、ISBN 978-4-8381-0473-4

### ドラマCD
『あの夏でどうしようもないくらい待ってる』
BD初回限定版第1巻に付属。第1話「先輩のバイト先」、第2話「先輩の秘密制作会議」、第3話「先輩のペット」、プロローグとエンドクレジットを収録。
『あの夏でこれでもかっていうくらい待ってる』
BD初回限定版第6巻に付属。第1話「先輩とデート」、第2話「先輩のいない冬」、第3話「先輩のペット リベリオン」、プロローグとエンドクレジット、そして本編第12話BパートとCパートの間の物語を収録。

## WEBラジオ
『イチカとりのんのなつまちラジオ』は、2011年12月26日から2012年9月24日までHiBiKi Radio Stationで配信されたラジオ番組。隔週月曜日配信。2012年4月30日より毎月最終月曜日配信。第8回よりラジオ終了後にオリジナルのラジオドラマも放送。
パーソナリティ
- 戸松遥（貴月イチカ 役）、日高里菜（りのん 役）

ゲスト
- 第4回・第5回 - 島﨑信長（霧島海人 役）
- 第6回 - 阿澄佳奈（北原美桜 役）
- 第7回（公開録音） - 島﨑信長（霧島海人 役）、石原夏織（谷川柑菜 役）、荻原秀樹（石垣哲朗 役）、阿澄佳奈（北原美桜 役）、田村ゆかり（山乃檸檬 役）
- 第8回 - 荻原秀樹（石垣哲朗 役）

ラジオドラマ
- 第1話 「先輩のメガネ」
- 第2話 「先輩はエージェント」
- 第3話 「先輩に言えない秘密」
- 第4話 「先輩のペット リターンズ」
- 第5話 「先輩とお姉さん」

## イベントほか

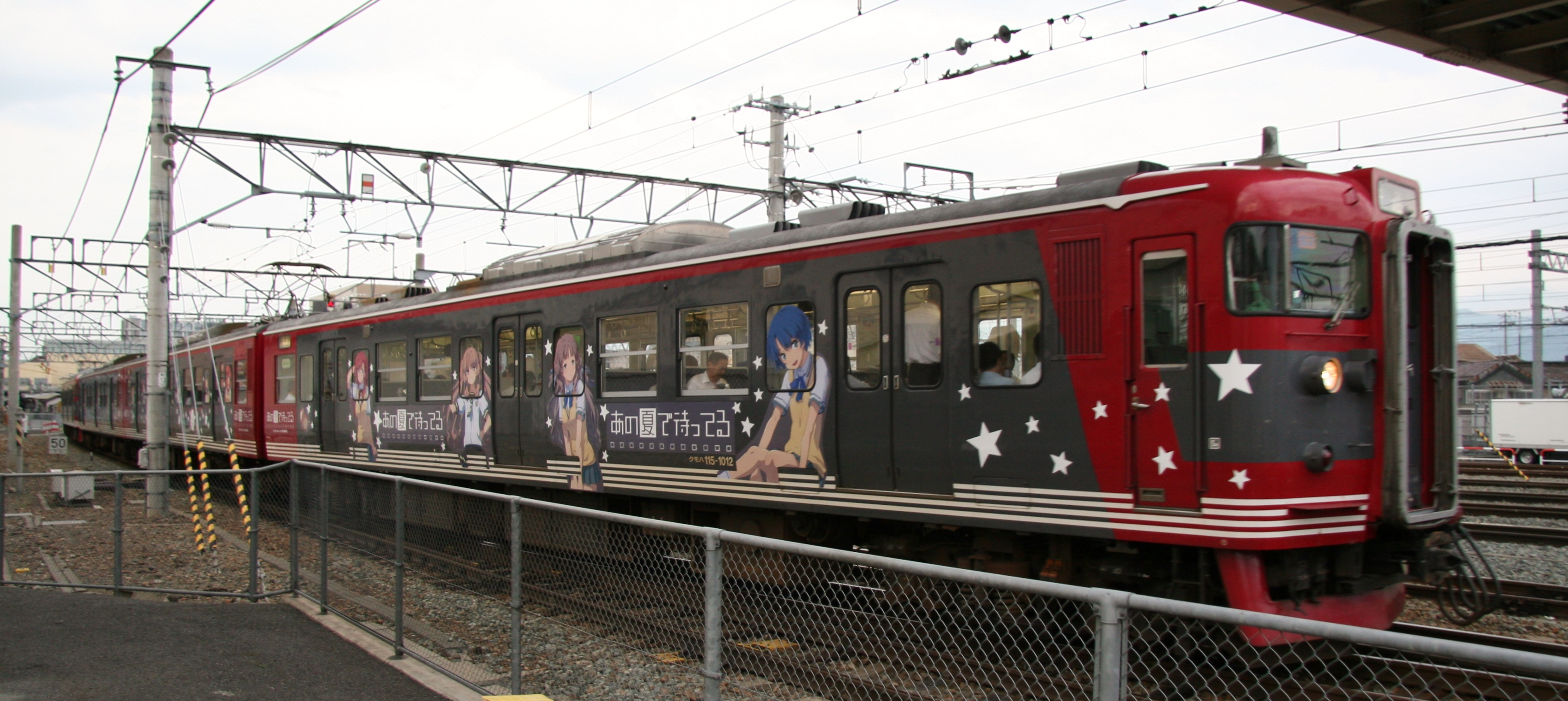
しなの鉄道のラッピング列車

2012年8月4日に、本作の舞台となった地元・小諸市民会館にて、メインキャストおよびRayによるイベント「あの夏で待ってる感謝祭＠小諸」が開催された。
また、同日からは小諸市および沿線の誘客のため、作中にも登場したしなの鉄道115系S2編成にラッピングを施して1年間運行された。同社が広告以外に独自で車両にイラストを入れるのはこれが史上初である。

## モバイル
- ニジボックスの提供する『制服★ファンタジア』内にて2012年4月9日まで約4週間に渡ってタイアップを実施し、期間中は人気キャラクターのカードが入手できた[31]。
- BIGLOBEの提供するカードコレクションアプリ「嫁コレ」にて、2012年5月21日より順次配信されていた。
- そらゆめの提供する『超嫁大戦』にて、2012年8月28日から同年9月3日まで本作が参戦した。